# برسية متقاربة
برسية متقاربة (الاسم العلمي: Gnaphalium affine) هو نوع من النباتات يتبع جنس البرسية من الفصيلة النجمية.